# Přemysl II. Těšínský
Přemysl II. Těšínský († 1477) byl těšínský kníže z rodu slezských Piastovců.
Knížetem těšínským se stal spolu s bratry v roce 1431 po smrti svého otce Boleslava I. Brzká smrt dvou z nich umožnila spojit většinu knížectví pod Přemyslovou vládou, jeho bratr Václav poté vládl na Bytomsku a těšínské části Hlohovska. Po Václavově smrti odprodal onu část Hlohovska patřící Těšínskému knížectví uherskému a českému králi Matyáši Korvínovi. Poté se od roku 1460 dělil o vládu se synovcem Kazimírem II., který po Přemyslově smrti roku 1477 vládl samostatně.
V roce 1459 složil hold novému českému králi Jiřímu z Poděbrad. V jeho službách pak roku 1460 vyjednal přátelskou dohodu mezi Českým královstvím a Kazimírem IV. Jagellonským. Za česko-uherských válek stál opět po boku svého panovníka a v součinnosti s opavským hejtmanem Bernardem Bírkou z Násile držel vojensky celé Horní Slezsko. V roce 1469 ale již holdoval Matyáši Korvínovi, se kterým měl poté vcelku dobré vztahy. Během probíhající války zůstalo Těšínsko víceméně ušetřeno válečných běsnění, snad jen na přelomu let 1471/72 protáhlo krajem polské vojsko. V roce 1473 se účastnil útoku slezských knížat, organizovaného Korvínem, proti rybnickému knížeti Václavovi V. Ke konci jeho života se jeho vztah k Matyášovi Korvínovi zhoršoval, neboť uherský panovník jej podezříval ze styků s Vladislavem Jagellonským.
Přemysl měl jediného potomka – dceru Hedviku, knížectví proto připadlo jeho synovci Kazimíru II.